# Челичне магнолије
Челичне магнолије (енгл. „Steel Magnolias“) је америчка драма са елементима комедије, о снажном пријатељству између неколико жена. Назив филма говори да жене могу бити деликатне као магнолије, а истовремено тешке као челик. Саме магнолије приказане су једино током неколико првих минута филма. Џулија Робертс је за своју улогу добила Златни глобус, а била је номинована за Оскар за најбољу споредну глумицу. Сали Филд је такође била кандидат за Златни глобус, док је Ширли Маклејн за свој перформанс била номинована за награду БАФТА за најбољу споредну глумицу.

## Улоге
| Глумац           | Улога |
| ---------------- | ----- |
| Сали Филд        |       |
| Доли Партон      |       |
| Ширли Маклејн    |       |
| Џулија Робертс   |       |
| Олимпија Дукакис |       |
| Дарил Хана       |       |
| Том Скерит       |       |
| Сем Шепард       |       |
| Кевин О'Конор    |       |